# Marlies Bensdorp
Marlies Bensdorp-De Labaca (5 augustus 1985) is een Nederlandse schaakster. In 2004 werd haar door de FIDE de titel Internationaal meester voor vrouwen (WIM) toegekend.
Ze is de tweelingzus van Laura Bensdorp en beide dames promoten het vrouwenschaak. Naar rating is Marlies Bensdorp de sterkste van de twee. Bij het NK meisjes tot 14 jaar in 1997 eindigden ze allebei als derde. In het NK voor meisjes t/m 20 jaar was Marlies Bensdorp kampioen. In het "Stauntontoernooi" te Etten-Leur in 2000 eindigde ze op de eerste plaats. Ze speelde ook mee in het "Huttontoernooi" in Den Haag, 2002. Haar eerste meesterresultaat behaalde ze in Leeuwarden bij het Essent dames NK-2002: ze eindigde op de vierde plaats met 5.5 uit 10. Zhaoqin Peng werd kampioen.
- Op het wereldkampioenschap voor de jeugd dat in november 2004 in Kochi gespeeld werd, eindigde de Russin Jekaterina Korboet met 10.5 uit 13 op de eerste plaats en was Bensdorp met 8 uit 13 de beste Nederlandse.
- Van 29 april t/m 7 mei 2005 werd in Schagen het NK van de jeugd gespeeld. Marlies en haar zus Laura deelden met 7.5 uit 9 de eerste plaats maar Laura trok zich terug zodat Marlies Bensdorp kampioen werd.
- In juni 2005 werd in Moldavië het individuele kampioenschap van Europa bij de dames gespeeld dat met 9 punten uit 12 ronden door de Oekraïense Kateryna Lahno gewonnen werd. Marlies Bensdorp behaalde 5.5 punt.
- In augustus 2005 werd in Hengelo het Euro Chess Tournament 2005 (Open Nederlands Jeugdkampioenschap) gespeeld. De Stork Young Masters, een onderdeel van dit toernooi, werd gewonnen door Aleksander Rjazantsev met 6 uit 9. Bensdorp behaalde 2 punten.
- In september 2005 speelde Bensdorp mee in het toernooi om het kampioenschap van Nederland dat in Leeuwarden gespeeld werd. Ze eindigde met 6 uit 10 op de tweede plaats.
- In november 2005 speelde ze mee in het wereldkampioenschap voor de jeugd dat in Istanboel gespeeld werd. Elisabeth Paehtz werd met 10 punten kampioen bij de dames. Bensdorp behaalde 6.5 punt.
- In 2008 eindigde Bensdorp met 5 punten uit 9 op een vierde plaats bij het NK schaken voor dames.